# Gaston Veuvenot Leroux
Pour les articles homonymes, voir Leroux.
Ne doit pas être confondu avec Gaston Leroux.
Gaston Leroux, dit aussi Gaston Veunevot-Leroux ou Veuvenot-Leroux, pseudonymes de Gaston Veunevot, né le 14 septembre 1854 à Paris et mort le 25 mai 1942 à Bordeaux, est un sculpteur et médailleur français.

## Biographie
Gaston Veunevot naît le 14 septembre 1854 dans le 2e arrondissement de Paris. Il est déclaré de père inconnu et fils de Julia Veunevot, modiste, âgée de 21 ans, originaire de Proussy (Calvados). Peu de temps après sa naissance, sa mère rencontre un certain Hirschfeld, membre du corps diplomatique français et part s'installer avec lui à Vienne en Autriche. Gaston Veunevot est élevé par ses grands-parents maternels, parisiens d'adoption, restaurateur rue des Bons-Enfants. Par reconnaissance envers sa grand-mère maternelle, Louise, née Leroux, il adoptera son nom comme pseudonyme.
En 1866, il rejoint sa mère à Vienne pour poursuivre ses études. En 1874, il fréquente l'Académie des beaux-arts de Vienne où il reçoit une formation de sculpteur par le directeur de l'académie, Carl Kundmann, ceci jusqu'en 1877. Il est probable qu'il reçoit l'enseignement de Gustave Deloye, lors de son séjour à Vienne.
Libéré de ses obligations militaires, Gaston Leroux est admis en août 1881 dans la section sculpture de l'École des beaux-arts de Paris où il est l'élève de François Jouffroy.
Il enseigne à partir de 1893, en qualité de professeur de statuaire à l'École des beaux-arts de Bordeaux. À la même date, il est le statuaire officiel de la Ville de Bordeaux, et à ce titre réalise de nombreuses commandes dont le Monument au marquis de Tourny (1900) sur la place du même nom, les tombeaux des cardinaux à la cathédrale Saint-André, des monuments aux morts, un nombre important de bustes, notamment ceux des maires de Bordeaux.

## Œuvres
- Bordeaux :
  - Bourse maritime : décorations. Réplique du pavillon central de la place de la Bourse édifié par Gabriel. Gaston Leroux reproduit un des frontons de Claude-Clair Francin et des mascarons de la place de la Bourse. Deux mascarons originaux reproduisent les visages des deux premiers présidents du port autonome : Georges Barres et Étienne Huyard;
  - Gare Saint-Jean : Atlantes[6].
  - Jardin public de Bordeaux :
    - Monument à Rosa Bonheur, 1910, statue en marbre[7];
    - Monument à Alexis Millardet ou La Vigne reconnaissante, 1914. Le buste en bronze, envoyé à la fonte sous le régime de Vichy, dans le cadre de la mobilisation des métaux non ferreux, a été remplacé en 1953 par une reconstitution en pierre par Alexandre Callède d'après un moulage du bronze[8];

  - musée des Beaux-Arts :
    - Maternité, 1897 ;
    - Buste de Camille Cousteau, 1898, maire de Bordeaux de 1896 à 1900[9] ;
    - Buste du docteur Paul-Louis Lande, 1901, maire de Bordeaux de 1900 à 1904[10] ;
    - Buste de Jean Bouche, 1910, maire de Bordeaux de 1908 à 1912[11] ;
    - Buste de Fernand Philippart, 1924, maire de Bordeaux de 1919 à 1925[12].

  - place Calixte Camelle : Monument à Calixte Camelle, 1927. Il se compose d'un bloc de granit rectangulaire dessiné par l'architecte Jacques D'Welles, la face principale est ornée d'un médaillon en bronze à l'effigie du député de la Gironde[13].

- Bressuire :
  - Premier Bain, 1887, square de la Gare, fondue sous le régime de Vichy, dans le cadre de la mobilisation des métaux non ferreux[14].
- Pessac :
  - Monument aux morts[15].

Œuvres de Gaston Leroux
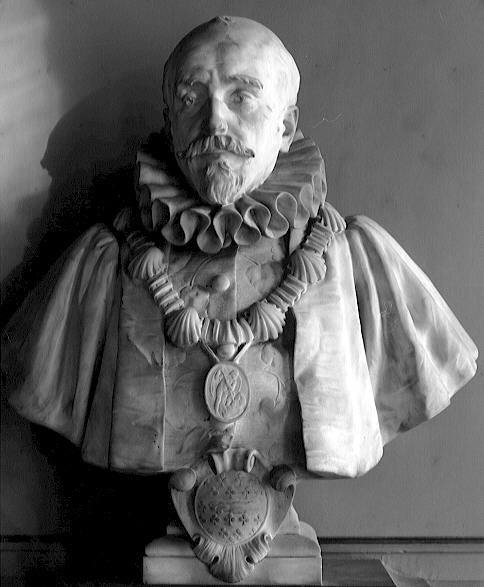
Michel de Montaigne, musée des Beaux-Arts de Bordeaux.
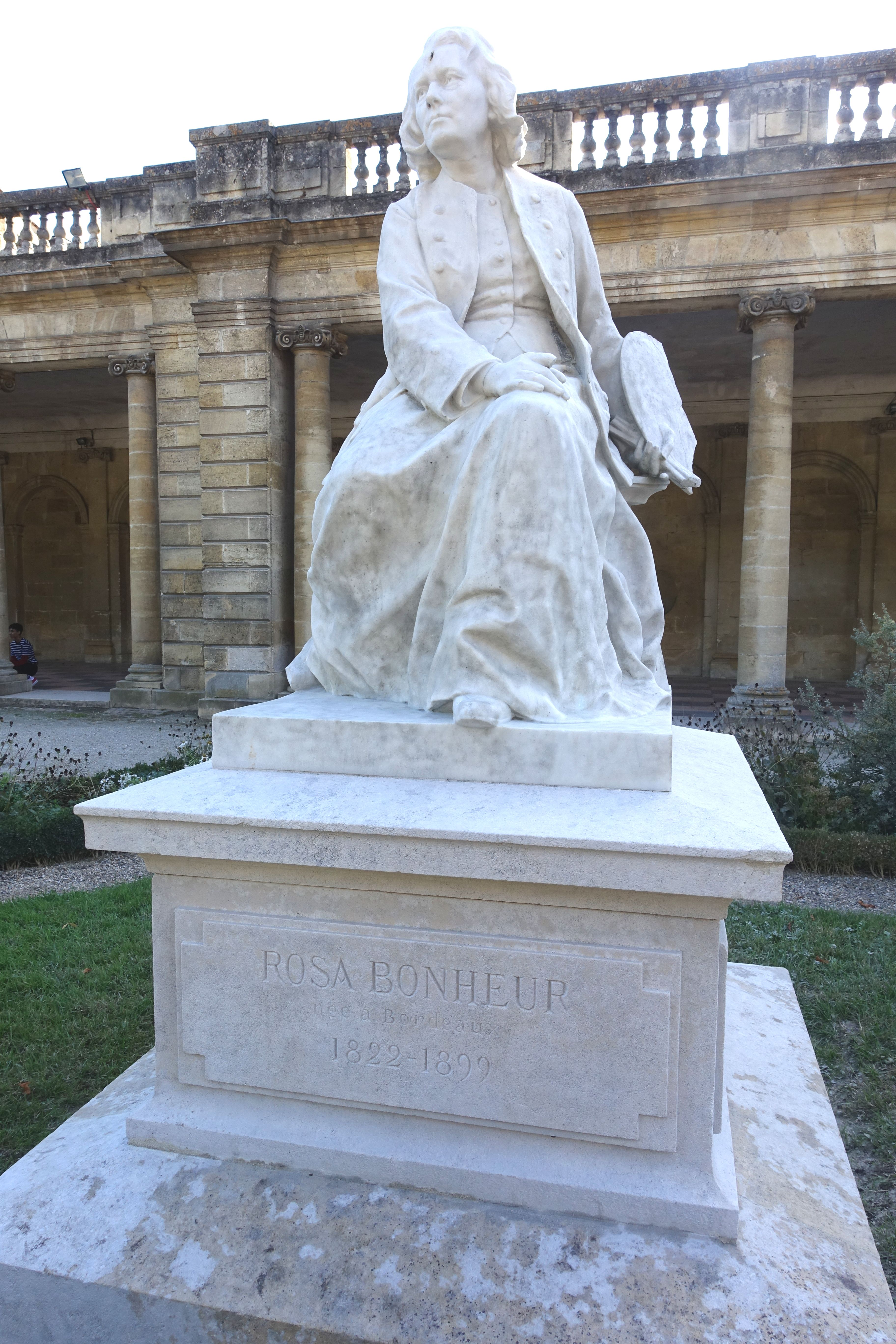
Monument à Rosa Bonheur (1910), marbre, terrasse du jardin public de Bordeaux.

### Médailles
- Professeur Lanelongue, 1909, plaquette en bronze. Il existe également une réduction en argent[16], no 631;
- Professeur Picot, 1910, plaquette en bronze[16], no 632;
- Professeur Jolyet, 1911, plaquette en bronze[16], no 633;
- Professeur Jean Bergonié, 1923, plaquette en bronze[16], no 636;
- Professeur P. A. Brière, 1923, médaille en bronze[16], no 637;
- William Dubreuilh, octobre 1927, plaquette en bronze. Professeur de clinique dermatologique à la faculté de médecine de Bordeaux, médecin des hôpitaux, membre correspondant de l'académie de médecine. « Ses collègues, ses élèves, ses amis ». 62 × 46 mm. Poids : 87 g[16], no 639;
- Professeur Maurice Rivière, 1928, plaquette en bronze[16], no 640;
- Professeur Ulysse Gayon 1928, plaquette en bronze[16], no 671;
- Pierre-Félix Lagrange, 1928, ophtalmologue français, médaille uniface en bronze avec la devise « Ad Lucem » (« Vers la lumière »). 36 mm. Poids : 21,2 g;
- Professeur Jean Sellier, 1933, plaquette en bronze[16], no 641;

Médailles par Gaston Leroux
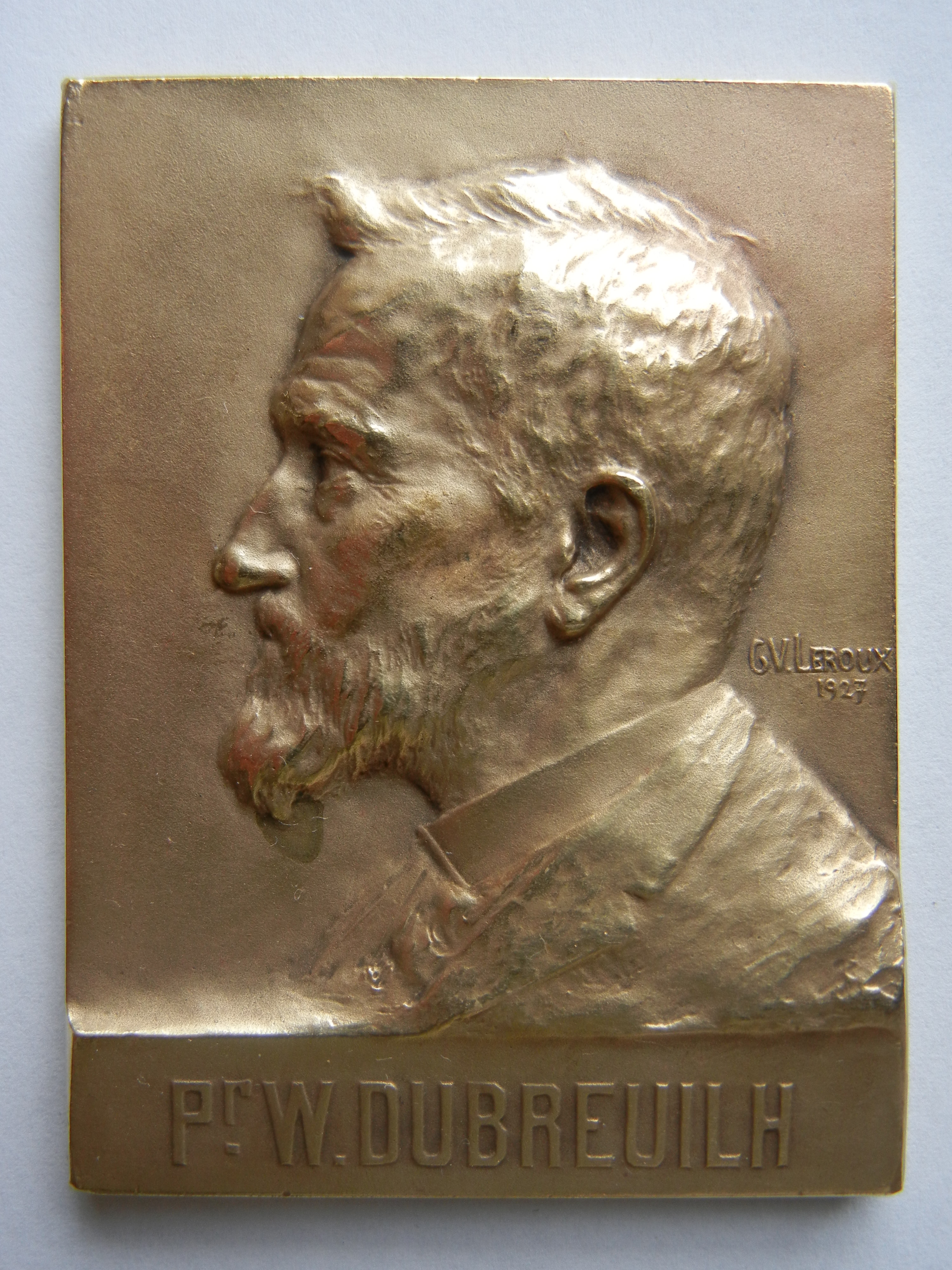
Professeur William Dubreuilh (1857-1935), plaquette, avers.
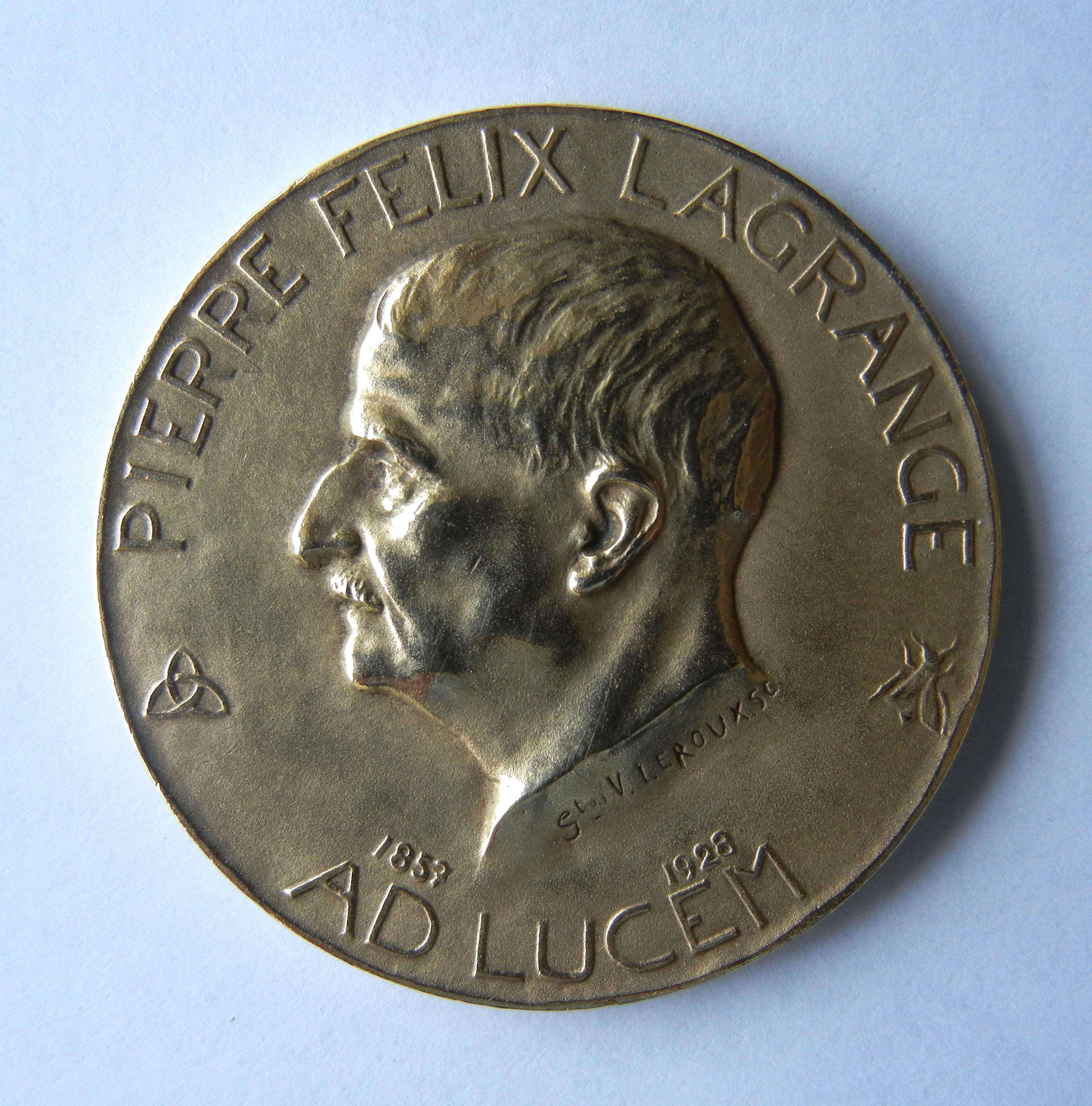
Pierre-Félix Lagrange, médaille uniface en bronze argenté, avers.

## Récompenses
Gaston Leroux expose régulièrement au Salon des artistes français à Paris.
- Salon de 1882 : mention honorable.
- Salon de 1883 : mention honorable.
- Salon de 1885 : médaille de 3e classe.
- Exposition universelle de 1889 : médaille de bronze.
- Exposition universelle de 1900 : médaille de bronze.

## Élèves
- François-Maurice Roganeau (1883-1973), premier grand prix de Rome en peinture de 1906 et second grand prix de Rome en sculpture de la même année.